# Flughafen Antonio B. Won Pat

i7
i11
i13
Der Flughafen von Guam (IATA-Code: GUM, ICAO-Code: PGUM) mit dem offiziellen Namen Antonio B. Won Pat International Airport ist der internationale Flughafen von Guam. Er liegt nahe der Hauptstadt Hagåtña und ist das Hauptluftfahrt-Drehkreuz der Fluggesellschaften United Airlines und Asia Pacific Airlines im Pazifischen Ozean.

## Geschichte
Der Flughafen diente im Zweiten Weltkrieg als Militärflugplatz der US Air Force und hieß zu dieser Zeit noch Agana Naval Air Station (Brewer Field). Ein Terminal für Passagierflüge existierte aber bereits. Im Jahr 1969 ging der Flughafen offiziell als Verkehrsflughafen in das Government of Guam’s Department of Commerce über. Im Jahr 1975 übernahm die A.B. Won Pat Guam Int’l Airport Authority den internationalen Flughafen von Guam. Benannt wurde er nach Antonio Borja Won Pat, dem ersten Delegierten aus Guam im Repräsentantenhaus der Vereinigten Staaten.
Im Jahr 1982 wurde das erste Terminal des Flughafens eingeweiht. Im Jahr 1996 wurde es durch ein neues Terminalgebäude ersetzt und liegt heute brach. In naher Zukunft soll der Antonio B. Won Pat Int’l Airport weiter ausgebaut werden, da die ansässige Fluggesellschaft Continental Micronesia und das amerikanische Militär auf Grund von Überlastungen mehr Platz für Passagiere, Fracht und deren Flotte benötigen. Continental Micronesia und Continental Airlines sind 2011 in United Airlines aufgegangen, welche den Flughafen weiterhin als Drehkreuz nutzt.

## Zwischenfälle
Von 1945 bis August 2021 kam es am Flughafen Antonio B. Won Pat Int’l Airport und der Agana Naval Air Station sowie in ihrer näheren Umgebung zu 21 Totalschäden von Flugzeugen. Bei 9 davon kamen 398 Menschen ums Leben. Auszüge:
- Am 30. April 1945 brach an einer Douglas DC-4/R5D-3 der United States Navy (US Navy) (Luftfahrzeugkennzeichen Bu 56491) bei der Landung auf der Guam-Agana Naval Air Station das Bugfahrwerk zusammen. Das Flugzeug wurde irreparabel beschädigt. Alle Insassen überlebten den Unfall.[4]

- Am 30. September 1945 wurde eine Douglas DC-4/R5D-1 der United States Navy (US Navy) (Bu 39180) 12 Kilometer südwestlich der Guam-Agana Naval Air Station gegen die Spitze des nur rund 300 Meter hohen Mount Tenjo geflogen und stürzte dann in eine Schlucht. Bei diesem CFIT (Controlled flight into terrain) wurden alle 7 Insassen getötet.[5]

- Am 11. Dezember 1945 kollidierte eine Curtiss C-46/R5C-1 Commando des United States Marine Corps (USMC) (Bu 50704) bei der Landung auf der Guam-Agana Naval Air Station mit geparkten Flugzeugen und Jeeps. Alle Insassen überlebten den Unfall. Das Flugzeug wurde zerstört.[6]

- Am 11. Juli 1946 verlor eine schwer beladene Douglas DC-4/C-54 der United States Army Air Forces (USAAF) (Kennzeichen unbekannt) kurz nach dem Start von der Guam-Agana Naval Air Station Leistung auf zwei Triebwerken. Fünf Minuten nach dem Start musste die Maschine 39 Kilometer von Guam entfernt notgewassert werden. Alle sieben Insassen wurden wenige Minuten danach gerettet und überlebten den Unfall.[7]

- Am 17. September 1956 fiel an einer Lockheed L-1049/WV-3 Super Constellation der US Navy (Bu 137893) nach 14 Stunden Flugzeit das Triebwerk Nr. 1 (links außen) wegen Ölmangels aus. Etwa 160 Kilometer vor der Guam-Agana Naval Air Station fiel auch Triebwerk Nr. 4 (rechts außen) aus. Kurz danach begannen auch die restlichen Triebwerke 2 und 3 Leistung zu verlieren. Deshalb wurde 130 Kilometer südlich des Flugplatzes notgewassert. Alle 18 Besatzungsmitglieder überlebten den Unfall.[8]

- Am 2. September 1958 geriet ein Transportflugzeug des Typs Douglas C-124C Globemaster II der United States Air Force (52-1081) während des Steigflugs in Brand. Die Maschine war von der Naval Air Station Guam-Agana gestartet und stürzte 56 Kilometer westlich davon ins Meer. Alle 19 Insassen, sieben Besatzungsmitglieder und 12 Passagiere, kamen ums Leben.[9]

- Am 19. September 1960 wurde eine Douglas DC-6A/B der US-amerikanischen World Airways (N90779) 3,7 Kilometer nordöstlich des Startflugplatzes Guam-Agana Naval Air Station in einen Hügel geflogen. Die Maschine befand sich auf einem Charterflug für die US-Luftwaffe nach Wake Island. Bei diesem CFIT, Controlled flight into terrain, wurden 80 der 94 Insassen getötet, 7 Besatzungsmitglieder und 73 Passagiere.[10]

- Am 4. Dezember 1962 verunglückte eine Lockheed L-1049/C-121G Super Constellation der United States Air Force (USAF) (54-4066) während des Anflugs 6,8 Kilometer südwestlich der Guam-Agana Naval Air Station. Von den 8 Besatzungsmitgliedern kamen 3 ums Leben.[11]

- Am 10. September 1973 geriet eine Convair CV-990 der US-amerikanischen California Airmotive Corp. (N7876) bei der Landung auf der Guam-Agana Naval Air Station in starkem Regen von der Landebahn ab und kollidierte dort mit einer Radarstation und einem Feuerwehrauto. Das Flugzeug wurde irreparabel beschädigt. Alle vier Besatzungsmitglieder, die einzigen Insassen auf dem Überführungsflug, überlebten den Unfall.[12]

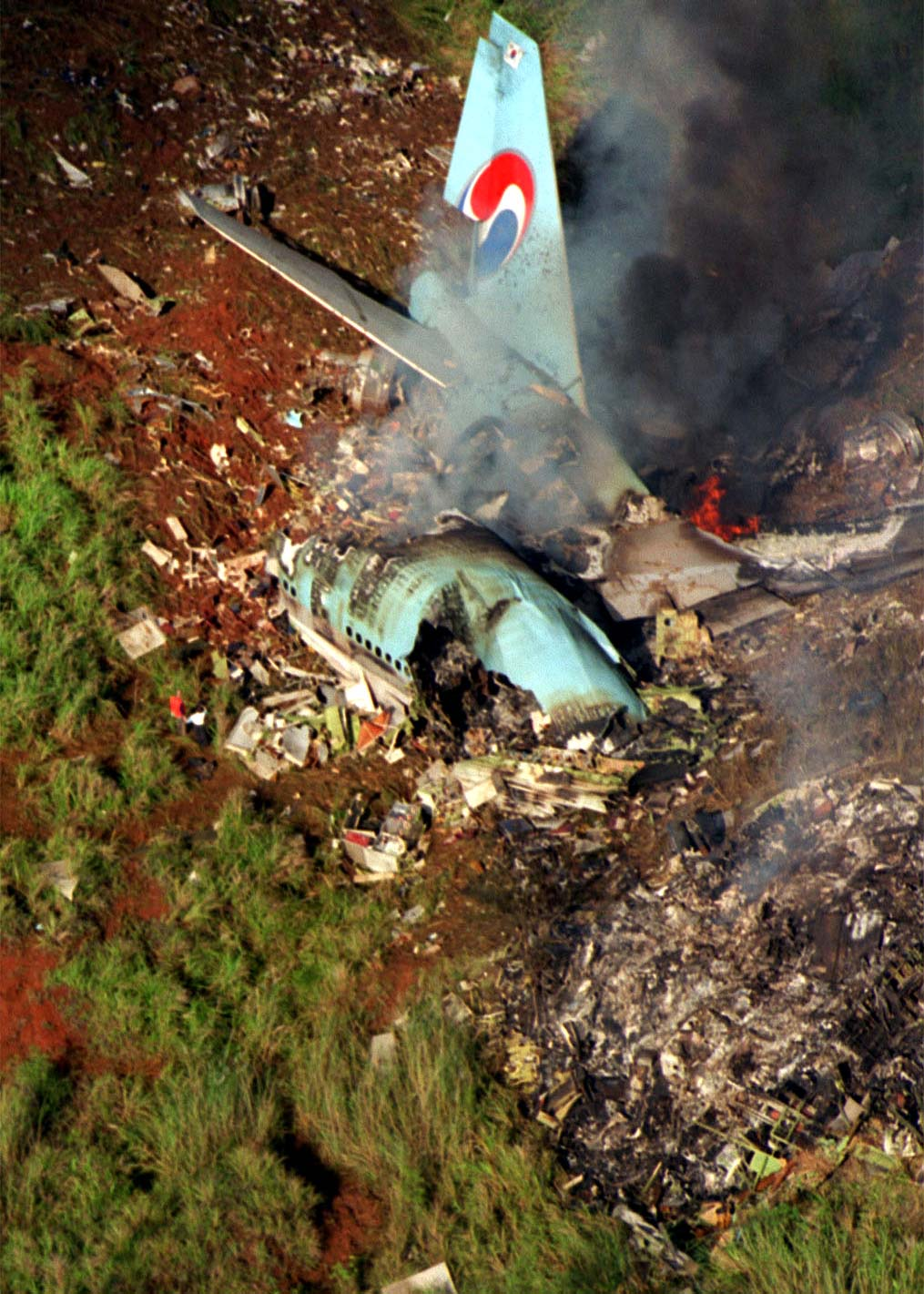
CFIT – Korean-Air-Flug 801 am 6. August 1997 (228 Menschen starben, 26 überlebten)

- Am 4. Juni 1976 fiel bei einer Lockheed L-188A Electra der philippinischen Air Manila International (RP-C1061) beim Start von der Naval Air Station Guam-Agana kurz vor dem Abheben das Triebwerk Nr. 3 (rechts innen) aus. In etwa 30 Metern Höhe fuhren die Piloten nicht nur das Fahrwerk, sondern auch die Landeklappen ein. Dies führte dazu, dass die Maschine nicht mehr über das ansteigende Gelände hinweg steigen konnte und 1500 Meter nordöstlich des Startbahnendes mit einem Hügel kollidierte und in Flammen aufging. Alle 45 Insassen, zwölf Besatzungsmitglieder und 33 Passagiere, kamen ums Leben. Außerdem starb eine Person am Boden.[13]

- Am 6. August 1997 wurde eine Boeing 747-300 der Korean Air (HL7468) etwa 5 Kilometer vor dem Flughafen gegen einen Hügel geflogen. Das Instrumentenlandesystem ILS war abgeschaltet; die Piloten führten den Anflug zu tief aus, was von der Flugsicherung aber nicht bemerkt wurde. Bei diesem CFIT (Controlled flight into terrain) wurden 228 Insassen getötet, nur 26 überlebten (siehe auch Korean-Air-Flug 801).[14]

- Am 8. Dezember 2002 richtete der Taifun Pongsona große Schäden an. Auf dem Flughafen wurden u. a. drei geparkte Flugzeuge zerstört: eine Iljuschin Il-76 der Volga-Dnepr Airlines (RA-76758) sowie zwei in einem Hangar befindliche Short 330 der Freedom Air (Guam) (N51AN, N76NF).[15]

- Am 19. August 2005 kollabierte während der Landung das Bugfahrwerk einer Boeing 747-200 der Northwest Airlines (N627US). Die Flugbesatzung hatte beim Abarbeiten der Checklisten mehrfach das betreffende rote Warnlicht übersehen. Alle 334 Insassen überlebten; das Flugzeug wurde irreparabel beschädigt.[16]